# 混合界面活性剤
混合界面活性剤（こんごうかいめんかっせいざい）は二種以上の界面活性剤を混合したもの。
陽イオン界面活性剤と陰イオン界面活性剤を混合したものはカタニオニック界面活性剤（Catanionic Surfactant）と呼ばれる。

## 概要
界面活性剤を混合すると混合比や濃度により、（擬似二鎖型複合体を形成するので）ベシクルを容易に形成するため表面張力等の物性が変化し、相乗効果があるためシャンプー等のトイレタリー用品や合成洗剤に使用されている。
例を挙げると洗濯用合成洗剤は陰イオン界面活性剤（LAS等）と非イオン界面活性剤（ポリオキシエチレンアルキルエーテル等）の混合である。
またシャンプーは陰イオン界面活性剤（ラウレス硫酸ナトリウム等）と両性界面活性剤（コカミドプロピルベタイン等）の混合である。

## 混合による物性変化の例
陽イオン界面活性剤と陰イオン界面活性剤
BDDAC（陽イオン）と1-ドデカンスルホン酸ナトリウム（陰イオン、以下DoSと表記）の分解時の二酸化炭素発生率はBDDACが0.31×10−2/min、DoSが1.20×10−2/min、1:1混合溶液は0.52×10−2/minであった。
BDDACのCMCは2.8mM、DoSのCMCは8.1mM、1:1混合溶液のCMCは0.003mMであった。（温度は25℃）
陽イオン界面活性剤と非イオン界面活性剤
HTAB（陽イオン）のCMCは0.953mM、ポリオキシエチレンドデシルエーテル（非イオン）のCMCは0.087mM、1:1混合溶液のCMCは0.40mMであった。（温度は25℃）
陰イオン界面活性剤と非イオン界面活性剤
SDS（陰イオン）のCMCは8.2mM、Triton X-100のCMCは0.50mM、1:1混合溶液のCMCは0.54mMであった。（温度は30℃）